# Benipeixcar
Benipeixcar és una població del terme municipal de Gandia, província de Valencia, situada al sud-est de la ciutat de Gandia amb la qual forma un sol nucli urbà. Va ser municipi independent, amb ajuntament propi, fins al 1965, en què va quedar annexionada a Gandia entre altres motius, a conseqüència del creixement urbà i demogràfic de la capital de la Safor.

## Geografia
Benipeixcar està situat al sud de la ciutat. Fita a l'oest amb el terme municipal de Benirredrà, a l'est amb el Raval de Gandia separat per l'avinguda de la Vall d'Albaida (abans, d'Almansa), al sud-est, fins a l'Alqueria de Martorell són terrenys urbanitzables de Gandia que estan en un avançat procés d'urbanització.
Benipeixcar, s'ha beneficiat molt en els últims anys del creixement de Gandia, encara que no s'haja beneficiat demogràficament del creixement demogràfic de Gandia, sí que ho ha fet en la mesura que l'ajuntament de Gandia construïa infraestructures per a esta nova part perifèrica en creixement de la ciutat (el nou barri de Roís de Corella) que s'acostava a Benipeixcar: el parc del País Valencià, el Col·legi Públic de Benipeixcar, la Biblioteca Pública de Benipeixcar, a banda d'estar situat prop de la zona dels Jutjats.
Lingüísticament, Benipeixcar és un barri de majoria valencianoparlant, que no ha perdut la seua essència de poble diferenciat de Gandia entre els seus habitants i que com Beniopa o Benirredrà manté la peculiaritat de no parlar apitxat com ho fa la ciutat de Gandia, que en este cas, és una illa lingüística a la Safor.

## Demografia
| 1877 | 1887 | 1897 | 1900 | 1910 | 1920 | 1930  | 1940  | 1950  | 1960  |
| ---- | ---- | ---- | ---- | ---- | ---- | ----- | ----- | ----- | ----- |
| 528  | 554  | 648  | 655  | 744  | 877  | 1.026 | 1.251 | 1.245 | 2.064 |

## Història
Benipeixcar té els seus orígens, com la major part dels pobles de la Safor, en una alqueria àrab, després de l'expulsió dels moriscos en 1609 fa ser repoblat majoritàriament amb gent originària de les terres de l'antiga República de Venècia, especialment dels pobles de Rezzo, Olmo i Monferrato, informació de la qual podem consultar en els Quinque Libri de la Parròquia de Benipeixcar.

## Monuments
La Casa Parroquial i la Casa Abadia de la parròquia de Sant Cristòfol de Benipeixcar amb un gran rellotge de sol a la façana.
L'ermita de Sant Antoni i Santa Bàrbara, està situada just al límit entre les poblacions de Gandia, Benipeixcar i Benirredrà i els termes municipals de Gandia i Benirredrà. Recentment s'ha rehabilitat interior i exteriorment, així com els accessos. Als voltants s'instal·la el tradicional Porrat de Sant Antoni.